# Het gangstermeisje
Pour plus de détails, voir Fiche technique et Distribution.
Het gangstermeisje est un film policier néerlandais de Frans Weisz sorti en 1966.
Le scénario du film est adapté du roman du même nom écrit par Remco Campert en 1965. Le film est considéré comme l'un des premiers films de la nouvelle vague néerlandaise.

## Synopsis
L'écrivain Wessel Franken connaît le succès avec son roman Het gangstermeisje et un ami réalisateur lui demande d'écrire un scénario pour adapter le roman au cinéma. Frenken commence à l'écrire mais se met bientôt à souffrir du syndrome de la page blanche. Cette situation semble se transformer en dépression et il part vivre avec un couple d'homosexuels à Menton, en France, pour se changer les idées et retrouver l'inspiration. Il y trouve la paix, mais il est alors confronté à des rebondissements dans sa vie qui font étrangement écho avec ceux qu'il a écrit dans son roman. Les circonstances l'amènent ensuite en Italie, où il devient comme protagoniste de son propre film. 

## Fiche technique
- Titre original néerlandais : Het gangstermeisje[2],[3] (litt. « La Fille du gangster »)
- Réalisateur : Frans Weisz
- Scénario : Jan Blokker (nl), Remco Campert, Frans Weisz
- Photographie : Gérard Vandenberg
- Montage : Astrid Weyman
- Musique : Robert Heppener (nl)
- Décors : Jean-Paul Vroom
- Costumes : Nicole Holt
- Production : Jan Vrijman
- Sociétés de production : Jan Vrijman Cineproduktie
- Pays de production :  Pays-Bas
- Langue originale : néerlandais
- Format : Noir et blanc - Son mono - 35 mm
- Durée : 90 minutes
- Genre : Policier
- Date de sortie :
  - Pays-Bas : 13 octobre 1966

## Distribution
- Paolo Graziosi : Wessel Franken
- Kitty Courbois : Karen
- Gian Maria Volonté : Jascha
- Astrid Weyman
- Dub Dubois
- Joop van Den Hulzen
- Walter Koussouris
- Maurice Vrijdag

## Production

### Scénario
Au début des années 1960, Frans Weisz était un cinéaste peu connu doté d'une grande ambition. Pour ses débuts de réalisateur d'un long métrage, il a voulu filmer le livre Het leven is vurrukkulluk de Remco Campert. Campert, qui vivait temporairement à Anvers à l'époque, a écrit un scénario pour Weisz, basé sur son livre. Entre-temps, Weisz a séjourné chez Campert à Amsterdam. Il y a trouvé un cahier avec le titre Aantekeningen voor een nieuwe roman : Het gangstereisje. Il a pensé que ce serait un bon titre pour un film. Finalement, le scénario de Het leven is vurrukkulluk est tombé à l'eau et Weisz et Campert ont décidé de faire de Het gangstereisje un scénario de film. Ils ont travaillé ensemble sur le scénario, qui était basé sur un roman qui n'avait pas encore été écrit. Bien que le roman soit finalement sorti avant le film, le scénario était prêt plus tôt. 

### Tournage
Weisz est diplômé de l'école de cinéma de Rome et tourne son film à Rome, avec des acteurs néerlandais et italiens. Comme les dialogues n'étaient pas tous terminés et qu'un nombre important d'acteurs ne parlaient pas néerlandais, Weisz a décidé de doubler ses acteurs plus tard, ce qui était tout à fait banal dans le cinéma italien de l'époque. Dans la version finale du film, cependant, le doublage était mal exécuté et souvent pas du tout synchronisé sur les lèvres. Remco Campert envoyait constamment de nouveaux dialogues depuis Anvers sur des feuilles bleues de courrier aérien, après quoi Weisz pouvait continuer pendant un certain temps. Weisz n'avait aucune expérience et s'est inspiré des grands maîtres du cinéma pour la mise en scène, tels qu'Orson Welles. Il était amoureux de l'actrice Kitty Courbois, qui faisait ses débuts dans le cinéma avec ce film, et cela se voit dans l'attention que le réalisateur porte à son actrice principale. 

## Exploitation
Le budget du film était de 600 000 florins (environ 297 000 euros). Aux Pays-Bas, le film s'est vendu 150 000 florins (environ 67 500 euros) dans les salles de cinéma. Après la distribution internationale, un total de 4 millions de florins (environ 1 800 000 euros) a été vendu. À la Berlinale, Het gangstereisje a été nommé dans la catégorie meilleur film. Le livre Het leven is vurrukkulluk de Remco Campert était au centre de la campagne Nederland Leest 2011 (du 21 octobre au 18 novembre). Dans le cadre de cette campagne, une copie restaurée de Het gangstereisje est sortie dans les salles de cinéma.